# Seth Neddermeyer
Seth Henry Neddermeyer, ameriški fizik, * 16. september 1907, Richmond, Michigan, ZDA, † 29. januar 1988, Seattle, Washington, ZDA.
Neddermeyer je sodeloval v Projektu Manhattan. Bil je Andersonov učenec na Kalifornijskem tehnološkem inštitutu. Leta 1937 je s pomočjo meritev kozmičnih žarkov z meglično celico pomagal odkriti osnovne delce mione.
1. 1 2  SNAC — 2010.